# VAW-112
112ème Escadron de commandement et de contrôle aéroporté
Le Carrier Airborne Early Warning Squadron One One Two (CARAEWRON 112 ou VAW-112), connu sous le nom de "Golden Hawks", était un escadron de Système de détection et de commandement aéroporté de l'US Navy sur le E-2 Hawkeye. Il a été créé le 20 avril 1967 et dissous le 31 mai 2017. Il était basé à la Naval Air Station Point Mugu en Californie.
Il était assigné au Carrier Air Wing Nine (CVW-9) et a effectué ses derniers déploiements sur USS John C. Stennis (CVN-74).

## Historique

### 1ère période
L'escadron a été créé le 20 avril 1967 et affecté au CVW-9. L'escadron a effectué trois déploiements de combat en exploitant l'E-2A Hawkeye dans le Pacifique occidental à l'appui de la guerre du Vietnam à bord de l'USS Enterprise (CVN-65).
En mai 1970, l'escadron a été temporairement dissous et placé en état de "retrait" jusqu'à sa réactivation le 3 juillet 1973.

### 2ème période
De 1974 à 2017, le VAW-112 a d'abord été affecté au Carrier Air Wing Two (CVW-2) pour deux déploiements dans le Pacifique et l'océan Indien à bord de l'USS Ranger (CV-61) (1974 et 1976). 
Il a ensuite été affecté au Carrier Air Wing Eight (CVW-8) à bord de l'USS Nimitz (CVN-68), pour un déploiement en Méditerranée et un dans l'océan Indien.

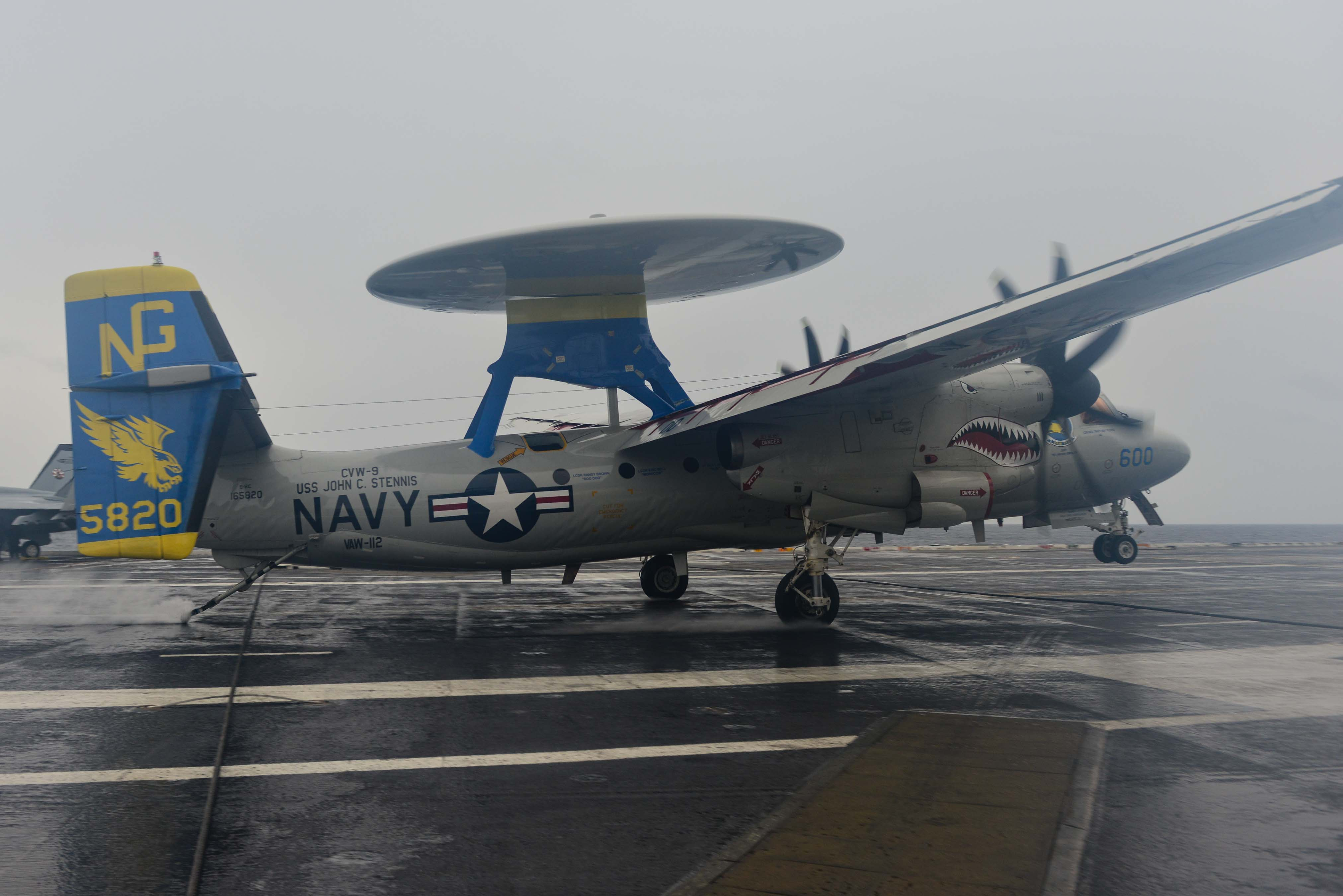
Un E-2B Hawkeye de VAW-112, en 2014 sur USS John C. Stennis

En février 1981, le VAW-112 a été réaffecté définitivement au CVW-9 jusqu'à sa dissolution en mai 2017. Il a réalisé vingt déploiements à bord de six porte-avions différents :
- 1 USS Constellation (CV-64)
- 1 USS Ranger (CV-61)
- 2 USS Kitty Hawk (CV-63)
- 7 USS Nimitz (CVN-68)
- 7 USS John C. Stennis (CVN-74)
- 2 USS Carl Vinson (CVN-70)